# Guatopia clorofilica
Guatopia clorofilica is een hooiwagen uit de familie Cosmetidae.